# IC 3053
IC 3053 је спирална галаксија у сазвјежђу Береникина коса која се налази на листи објеката дубоког неба у Индекс каталогу.
Деклинација објекта је + 14° 13' 21" а ректасцензија 12h 13m 52,0s. Привидна величина (магнитуда) објекта IC 3053 износи 14,6 а фотографска магнитуда 15,4. IC 3053 је још познат и под ознакама CGCG 98-109, VCC 95, PGC 39038.